# Verband der Osteopathen Deutschland
Der Verband der Osteopathen Deutschland e. V. (VOD) wurde als Standesvertretung für in der Osteopathie tätige Personen 1994 in Wiesbaden gegründet.
Der  Bundesverband verfolgt im Wesentlichen drei Ziele:
- Er arbeitet für eine rechtliche Anerkennung des „Osteopathen“ als eigenständigen Beruf.
- Er informiert und klärt über die Osteopathie auf.
- Er vermittelt Osteopathen an Patienten weiter.

Der Verein hat nach Eigenangaben über 6.900 Mitglieder (Stand: Juni 2025).
Auf europäischer Ebene vertritt der VOD die deutschen Osteopathen beim Dachverband Osteopathy Europe (OE) in Europa. Ein weiterer Baustein der europäischen Arbeit des VOD ist die Zielsetzung, die Osteopathie-Ausbildungsstandards zu harmonisieren.
Der VOD ist 2009 als Vollmitglied in die weltweit agierende Osteopathic International Alliance (OIA) aufgenommen worden. Er verfügt mit der Deutschen Zeitschrift für Osteopathie über ein eigenes Organ, das viermal im Jahr im Thieme Verlag erscheint.